# 服務學習
服務研習（Service-learning）為一種將「服務」與「學習」相互結合的一門課程，以事先規劃的社會服務活動與結構化設計的反思過程，讓學生運用課堂所學貢獻社區；同時可透過服務的過程中得到啟發及省思，學習課堂中學不到的知識與經驗，服務與學習二者在課程中具有某種程度的平衡關係，它是一種「從做中學」(Learning by doing)的學習經歷，強調服務與學習目標同等重要，對所有服務與被服務的人都能加強其完成目標，以達「互惠」之功效。

## 詞彙來源與其意義
據文獻記載，「服務研習」一詞最早是由經過美國各級學校的推廣發展後，衍伸出許多的解釋和做法。
而在台灣比較被廣泛接受的定義為：「由學校與社區結合，共同協助學生應用所學知能去服務他人，並且在服務過程中不斷的學習成長。所以服務－學習是學校教育的一環」(林勝義，2002)。